# ペドロ・フィゲロア
ペドロ・ホセ・フィゲロア・ビスカイーノ（Pedro José Figueroa Vizcaíno, 1985年11月23日 - ）は、ドミニカ共和国・サントドミンゴ出身のプロ野球選手（投手）。左投左打。現在は、フリーエージェント（FA）。

## 経歴

### プロ入りとアスレチックス時代
2003年11月20日にオークランド・アスレチックスと契約。
2006年、傘下のルーキー級ドミニカン・サマーリーグ・アスレチックス1でプロデビュー。1試合に登板し、1勝0敗・防御率4.50だった。6月に渡米してルーキー級アリゾナリーグ・アスレチックスへ異動。13試合に登板し、1勝6敗・防御率6.07だった。
2007年はA-級バンクーバー・カナディアンズで17試合に登板し、2勝2敗1セーブ・防御率4.30だった。
2008年はA-級バンクーバーで15試合に登板し、2勝5敗・防御率3.93だった。
2009年はA級ケーンカウンティ・クーガーズで16試合に登板し、10勝2敗、防御率3.23だった。7月にA+級ストックトン・ポーツへ昇格。11試合に登板し、3勝4敗・防御率3.56だった。オフの11月20日に40人枠入りを果たした。
2010年3月8日にアスレチックスと1年契約に合意。3月15日にAA級ミッドランド・ロックハウンズへ異動した。この年はAA級ミッドランドで13試合に登板し、1勝6敗・防御率5.30だった。
2011年2月27日にアスレチックスと1年契約に合意。3月13日にAA級ミッドランドへ異動した。この年はルーキー級アリゾナリーグで2試合の登板にとどまった。
2012年3月13日にAA級ミッドランドへ異動し、3月20日にAAA級サクラメント・リバーキャッツへ昇格した。4月21日にメジャーへ昇格し、同日のクリーブランド・インディアンス戦でメジャーデビュー。9回表から登板し、1回を投げ無安打無失点1四球に抑えた。この年は19試合に登板し、防御率3.32だった。
2013年3月30日にAAA級サクラメントへ異動。AAA級サクラメントでは46試合に登板し、3勝4敗2セーブ・防御率4.10だった。9月1日にメジャーへ昇格。この年は4試合に登板し、0勝1敗・防御率8.31だった。オフの12月20日に放出された。

### レンジャーズ時代
2014年1月2日にウェーバーでタンパベイ・レイズへ移籍したが、1月23日にDFAとなり、1月29日にウェーバーでテキサス・レンジャーズへ移籍。2月26日にレンジャーズと1年契約を結び、開幕ロースター入りした。この年は夏前にトミー・ジョン手術を受けたため、登板は4月のみであった。その後、11月4日にFAとなった。

## 詳細情報

### 年度別投手成績
| 年 度    | 球 団    | 登 板 | 先 発 | 完 投 | 完 封 | 無 四 球 | 勝 利 | 敗 戦 | セ 丨 ブ | ホ 丨 ル ド | 勝 率 | 打 者 | 投 球 回 | 被 安 打 | 被 本 塁 打 | 与 四 球 | 敬 遠 | 与 死 球 | 奪 三 振 | 暴 投 | ボ 丨 ク | 失 点 | 自 責 点 | 防 御 率 | W H I P |
| -------- | -------- | ----- | ----- | ----- | ----- | -------- | ----- | ----- | -------- | ----------- | ----- | ----- | -------- | -------- | ----------- | -------- | ----- | -------- | -------- | ----- | -------- | ----- | -------- | -------- | ------- |
| 2012     | OAK      | 19    | 0     | 0     | 0     | 0        | 0     | 0     | 0        | 0           | ----  | 89    | 21.2     | 16       | 2           | 15       | 1     | 0        | 14       | 2     | 0        | 9     | 8        | 3.32     | 1.43    |
| 2013     | OAK      | 5     | 0     | 0     | 0     | 0        | 0     | 0     | 0        | 0           | ----  | 18    | 3.0      | 6        | 2           | 3        | 0     | 0        | 3        | 0     | 0        | 4     | 4        | 12.00    | 3.00    |
| 2014     | TEX      | 10    | 0     | 0     | 0     | 0        | 2     | 1     | 0        | 0           | .667  | 42    | 9.0      | 10       | 1           | 3        | 0     | 2        | 3        | 0     | 0        | 7     | 4        | 4.00     | 1.44    |
| MLB：3年 | MLB：3年 | 34    | 0     | 0     | 0     | 0        | 2     | 1     | 0        | 0           | .667  | 149   | 33.2     | 32       | 5           | 21       | 1     | 2        | 20       | 2     | 0        | 20    | 16       | 4.28     | 1.57    |

### 年度別守備成績
| 年 度 | 球 団 | 投手（P） | 投手（P） | 投手（P） | 投手（P） | 投手（P） | 投手（P） |
| 年 度 | 球 団 | 試 合     | 刺 殺     | 補 殺     | 失 策     | 併 殺     | 守 備 率  |
| ----- | ----- | --------- | --------- | --------- | --------- | --------- | --------- |
| 2012  | OAK   | 19        | 1         | 0         | 0         | 0         | 1.000     |
| 2013  | OAK   | 5         | 0         | 0         | 0         | 0         | ----      |
| 2014  | TEX   | 10        | 1         | 1         | 0         | 0         | 1.000     |
| MLB   | MLB   | 34        | 2         | 1         | 0         | 0         | 1.000     |

### 背番号
- 65 (2012年 - 2013年)
- 32 (2014年)